# Jörg Kukies
Jörg Kukies (Magonza, 21 febbraio 1968) è un politico, banchiere ed economista tedesco, Ministro delle Finanze della Repubblica Federale di Germania dal 7 novembre 2024 al 6 maggio 2025.
Tra i più importanti consiglieri del cancelliere Olaf Scholz, in precedenza è stato segretario di Stato presso il Ministero federale delle finanze dal 2018 al 2021 e segretario di Stato presso la Cancelleria federale dal dicembre 2021 al novembre 2024.